# 李询 (唐朝)
李询（?—?），唐朝宗室，唐高祖的孙子，道王李元庆的次子。
李元庆有九子，长子临淮王李诱为嗣，官至澧州刺史，唐高宗永淳年间，坐赃削爵。李询官至寿州刺史，封为东安郡公。神龙初年，唐中宗以李询之子李微封为嗣道王。景龙四年（710年），加银青光禄大夫。景云元年（710年），官至宗正卿，去世。李微子李链，开元二十五年（737年），袭封嗣道王。广德年间，官至宗正卿。李链子李实，唐德宗时为京兆尹。